# Pteris almeidiana
Pteris almeidiana là một loài dương xỉ trong họ Pteridaceae. Loài này được Bole & M.R.Almeida mô tả khoa học đầu tiên năm 1977.
Danh pháp khoa học của loài này chưa được làm sáng tỏ. 